# بیانیه مشترک رهبران پنج کشور دارای سلاح هسته‌ای در مورد جلوگیری از جنگ هسته‌ای و اجتناب از مسابقه تسلیحاتی
بیانیه مشترک دربارهٔ تسلیحات هسته‌ای، جنگ هسته‌ای و رقابت‌های تسلیحاتی است که در ۳ ژانویه ۲۰۲۲ توسط پنج کشور بزرگ دارای سلاح هسته‌ای و اعضای دائم شورای امنیت سازمان ملل متحد امضا شد.

## کشورهای امضا کننده
- جمهوری خلق چین
- فرانسه
- فدراسیون روسیه
- بریتانیای کبیر
- ایالات متحده آمریکا